# يوسوكي سيكوا
يوسوكي سيكوا (باليابانية: 瀬川 祐輔) (7 فبراير 1994 في طوكيو في اليابان – )؛ هو لاعب كرة قدم ياباني سابق كان يلعب كلاعب وسط.

## وصلات خارجية
- يوسوكي سيكوا على موقع رابطة كرة القدم اليابانية للمحترفين (اليابانية)
- يوسوكي سيكوا على موقع قاعدة بيانات كرة القدم.إي يو (الإنجليزية)
- يوسوكي سيكوا على موقع Soccerway.com (الإنجليزية)
- يوسوكي سيكوا على موقع عالم كرة القدم.نت (الإنجليزية)
- يوسوكي سيكوا على موقع كووورة